# Green River (Album)
Green River ist das dritte Musikalbum der US-amerikanischen Rockband Creedence Clearwater Revival. Es erschien im August 1969 bei dem Musiklabel Fantasy Records.
2003 wurde das Album auf Platz 95 der Liste „Die 500 besten Alben aller Zeiten (laut Rolling Stone)“ gewählt.

## Titelliste
Alle Stücke geschrieben von J. C. Fogerty, außer wo angegeben.
Seite 1
1. Green River – 2:36
2. Commotion – 2:44
3. Tombstone Shadow – 3:39
4. Wrote a Song for Everyone – 4:57

Seite 2
1. Bad Moon Rising – 2:21
2. Lodi – 3:13
3. Cross-Tie Walker – 3:20
4. Sinister Purpose – 3:22
5. The Night Time Is the Right Time (Napoleon „Nappy“ Brown, Ozzie Cadena, Lew Herman) – 3:08

### Bad Moon Rising
Bad Moon Rising erreichte Position 2 der Billboard Hot 100. Am 16. September 1969 verdrängte Bad Moon Rising In the Year 2525 von Zager and Evans von Platz 1 der UK-Charts und verblieb dort drei Wochen, bevor es die Position für das Duett Je t’aime … moi non plus von Jane Birkin & Serge Gainsbourg räumen musste. Das Stück ist in den Soundtracks der Filme American Werewolf und NVA (→ Nationale Volksarmee) enthalten. Der Refrain des Stücks lautet “there’s a bad moon on the rise” („da ist ein schlechter, böser Mond am Aufgehen“) und wurde insbesondere bei Live-Konzerten vom Publikum oft als “there’s a bathroom on the right” („da ist ein Badezimmer auf der rechten Seite“) verstanden. Manchmal singt John Fogerty auch absichtlich den falschen Text, gut zu hören z. B. auf seinem Solo-Album Premonition.

## Produktion
- Produzenten: John Fogerty, Saul Zaentz
- Mastering Supervisor: Tamaki Beck
- Mastering: Kevin Gray, Steve Hoffman, Shigeo Miyamoto
- Arranger: John Fogerty
- Liner Notes: Kenta Hagiwara, Dave Marsh
- Coverfoto: Basul Parik

## Kommerzieller Erfolg

### Chartplatzierungen
| ChartsChartplatzierungen       | Höchstplatzierung | Wochen |
| ------------------------------ | ----------------- | ------ |
| Deutschland (GfK)              | 11 (16 Wo.)       | 16     |
| Vereinigte Staaten (Billboard) | 1 (88 Wo.)        | 88     |
| Vereinigtes Königreich (OCC)   | 20 (6 Wo.)        | 6      |

### Auszeichnungen für Musikverkäufe
| Land/Region               | Auszeichnungen für Musikverkäufe (Land/Region, Auszeichnung, Verkäufe) | Verkäufe  |
| ------------------------- | ---------------------------------------------------------------------- | --------- |
| Deutschland (BVMI)        | Gold                                                                   | 250.000   |
| Vereinigte Staaten (RIAA) | 3× Platin                                                              | 3.000.000 |
| Insgesamt                 | 1× Gold · 3× Platin ·                                                  | 3.250.000 |

Hauptartikel: Creedence Clearwater Revival/Auszeichnungen für Musikverkäufe

## Weiteres
Unter dem Titel Wie schön ist die Welt veröffentlichte der niederländische Schlagersänger Andy Star 1969 eine deutsche Coverversion von Bad Moon Rising, deren Text im Gegensatz zu der düsteren Stimmung des Originals naiv-optimistisch daherkommt. Eine deutschsprachige Coverversion erfreute sich in der DDR großer Beliebtheit. In dem mit „yeah, ich muss zur Volksarmee“ endenden Text wurden viele Dinge besungen, von denen der bald Wehrpflichtige Abschied nehmen musste. Der nicht ganz jugendfreie Text soll hier allerdings nicht abgedruckt werden. 
Der Song Bad Moon Rising erfreut sich Beliebtheit in Argentinien und wird dort mit anderem Text in Fußballstadien gesungen.
Während der Fußball-Weltmeisterschaft 2014 entwickelte sich das Lied Brasil, decime qué se siente („Brasilien, sag mir wie es sich anfühlt“), das auf der Melodie von Bad Moon Rising beruht, zu einem Dauerbrenner unter den argentinischen Fans. Der Text neckt die brasilianischen Fans. Die argentinischen Spieler, die es bis ins Finale der WM schafften, sangen das Lied nach ihren Siegen gemeinsam mit den Fans. Nach Brasiliens verheerender Halbfinalniederlage gegen Deutschland wurde der Text angepasst.